# ショーグン・ウォリアーズ
『ショーグン・ウォリアーズ』は、マテルから発売された玩具、および、マーベルコミックスの漫画作品。
ポピーの商品を輸入したシリーズで、超合金、ジャンボマシンダー、ポピニカなどで構成されている。オリジナルの商品として、腕時計玩具や塗り絵なども発売された。
1977年発売開始。マテル社製の『宇宙空母ギャラクティカ』の玩具のミサイル発射ギミックにより子供が窒息死した事件を受けてマテル社はショーグン・ウォーリアーズの商品を回収し、安全対策を施した商品に置き換えたが、事件の影響で人気に陰りが起き、1980年にポピーとの契約が終了したことで販売は終了した。
タイトルのショーグンはジェームズ・クラベルの小説『Shōgun』からとられた。

## 玩具
マテルから3タイプのサイズの超合金が発売された。
ラインナップは以下の通り
| タイトル                   | 機体名                      | 機体の英語名   | 備考  |
| -------------------------- | --------------------------- | -------------- | ----- |
| 大鉄人17                   | 大鉄人17                    | 17 Robot       |       |
| 超電磁ロボ コン・バトラーV | コン・バトラーV             | Combattra      | [ 3 ] |
| 闘将ダイモス               | ダイモス                    | Daimos         | [ 3 ] |
| 惑星ロボ ダンガードA       | ダンガードA                 | Dangard Ace    |       |
| 大空魔竜ガイキング         | ガイキング                  | Gaiking        |       |
| UFOロボ グレンダイザー     | グレンダイザー              | Grendizer      | [ 4 ] |
| グレートマジンガー         | グレートマジンガー          | Great Mazinger | [ 4 ] |
| スパイダーマン             | レオパルドン                | Leopardon      |       |
| 勇者ライディーン           | ライディーン                | Raideen        |       |
| 超電磁マシーン ボルテスV   | ボルテスV                   | Voltes V       | [ 3 ] |
| ゲッターロボ               | ゲッターライガー(ゲッター2) | Raider         | [ 5 ] |
| ゲッターロボG              | ゲッタードラゴン            | Dragun         | [ 5 ] |
| ゲッターロボG              | ゲッターライガー            | Raiden         | [ 5 ] |
| ゲッターロボG              | ゲッターポセイドン          | Poseidon       | [ 5 ] |

## 漫画版概要
東映との提携により、マーベルコミックスよりコミックが制作された。同時期、東映は『バトルフィーバーJ』や『スパイダーマン』を制作している。
『惑星ロボ ダンガードA』『勇者ライディーン』『超電磁ロボ コン・バトラーV』のロボットを登場させているが、設定やキャラクターはまったく別のものとなっている。ストーリーを担当したダグ・モエンチは基になったアニメは視聴していないと公言している。また、「Shogun Warriors #19」および「Shogun Warriors #20（事実上の最終話）」ではファンタスティック・フォーとも共演している。売り上げが伸び悩んだことと、版権料の関係から全20巻で終了となった。
ストーリーは光を追うものによって封印されていた闇を追うものが火山活動の影響で復活。光を追うものに選ばれた3人の地球人がショーグン・ウォーリアーズのパイロットとして戦うというものである。
その後、『ファンタスティック・フォー』に登場するが、サムライ・デストロイヤーによって3体のロボットは破壊され、コンバトラーのパイロットであったゲンジ・オタシューは『アベンジャーズ』のメンバーとなるが、僅かに登場したのみとなっている。